# Ancistrocladus tanzaniensis
Ancistrocladus tanzaniensis är en tvåhjärtbladig växtart som beskrevs av Martin Roy Cheek och Frimodt-møller. Ancistrocladus tanzaniensis ingår i släktet Ancistrocladus och familjen Ancistrocladaceae. Inga underarter finns listade i Catalogue of Life.